# Perekop

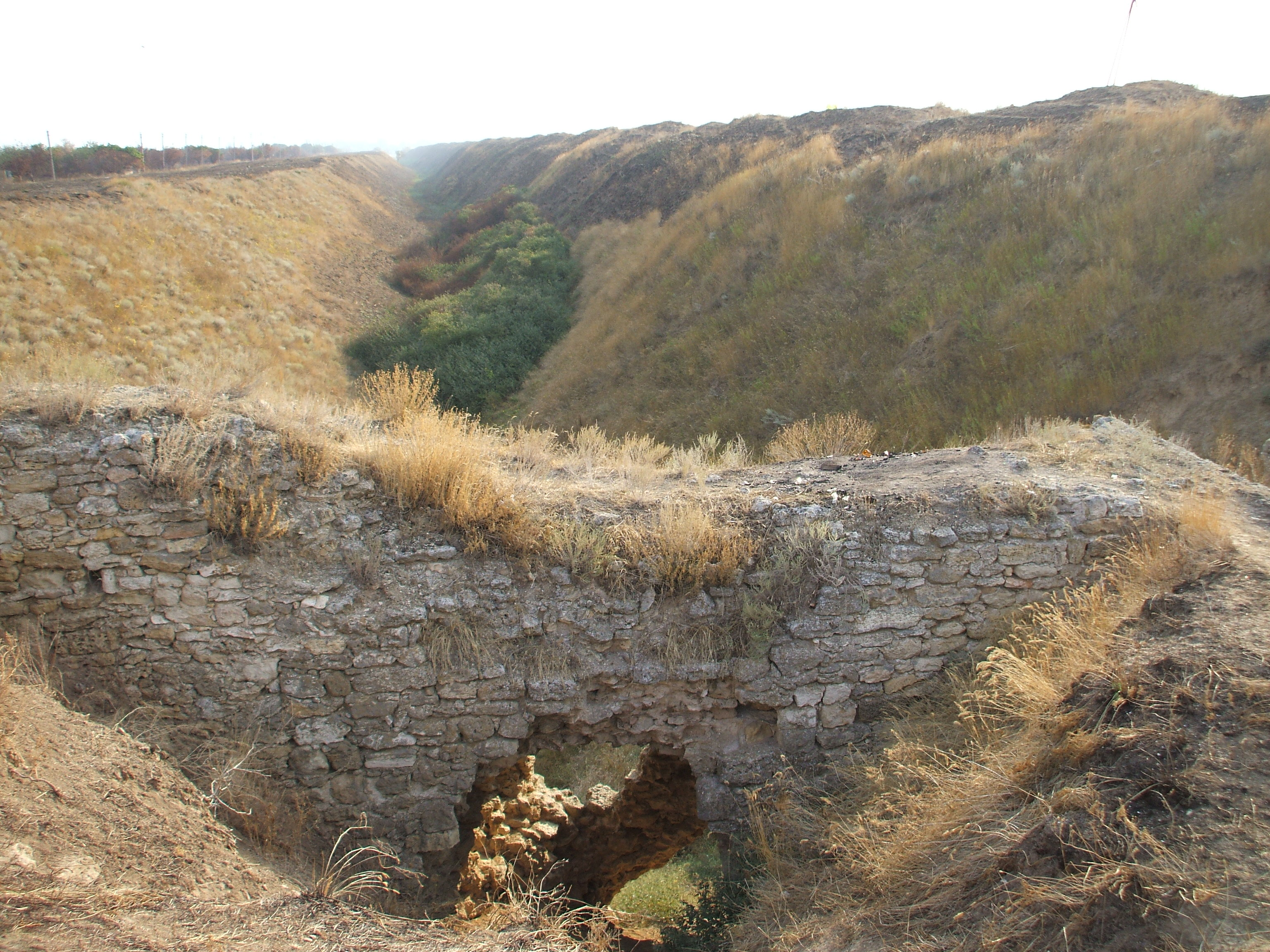
De verdedigingsgracht van Perekop

Perekop (Russisch en Oekraïens: Перекоп; Krim-Tataars: Or Qapi; Turks: Orkapı) is een dorp op het schiereiland Krim. Het ligt op de landengte van Perekop, die de verbinding vormt tussen de Krim en het vasteland. Onder de Grieken, de Genuezen en de Tataren was Perekop een vesting, maar 20e-eeuwse oorlogen hebben daar een einde aan gemaakt.

## Geschiedenis
De Griekse aanwezigheid op de Krim gaat terug tot de 7e eeuw v.Chr., maar een stichtingsjaar voor Tafros (Τάφρος) of Tafrai (Τάφραι) – zoals Perekop toen heette – is niet bekend. De naam verwees naar een verdedigingsgracht. De versterking lag strategisch op de enige droge grensovergang tussen het vasteland en de Krim. Bovendien maakten de zoutwinning het al vroeg tot een handelscentrum. Er bestaan schriftelijke documenten uit de 1e eeuw, waarin Tafros wordt beschreven als een fort met een grote verdedigingswal. Plinius de Oudere berichtte over plannen om Tafros uit te bouwen tot een havenstad.
Na de Byzantijnen was er voor de 15e eeuw een Genuese kolonie uit Caffa. Daarna was de vesting de hoofdstad van de Krim-Tataren, die haar Or of Ferahkerman noemden. Perekop ("Doorgraving") was de Russische benaming. Meer dan drie eeuwen lang oefende het Huis Giray de macht uit onder Ottomaans bescherming. Toen de khans in de jaren 1730 het verdedigingsstelsel van Perekop gingen verwaarlozen, werd de plaats in de Russisch-Turkse oorlog van 1736-1739 door de Russen veroverd tijdens hun opmars naar het Krim-Kanaat. Het fort werd verwoest en het gebied werd een Russisch protectoraat. 
In 1793 werd het definitief ingelijfd bij Rusland. Perekop werd het centrum van een oejezd van het gouvernement Taurida. Tijdens de Russische Burgeroorlog bestormde het Rode Leger in 1920 de posities van het Witte Leger van generaal Wrangel op de landengte. Door deze gevechten werd Perekop volledig verwoest en hield het op te bestaan. Nadien ontstond op deze plaats weer een dorp. 
Vanaf de jaren dertig is ongeveer 25 km ten zuiden van Perekop de nieuwe stad Krasnoperekopsk gebouwd, ter ere van de overwinning van het Rode Leger. Ook andere plaatsen en stadsdelen op het grondgebied van de voormalige Sovjet-Unie droegen of dragen afgeleide namen.
Op 26 april 1954 werd het dorp met de rest van de Krim afgesplitst van de Russische Socialistische Federatieve Sovjetrepubliek en overgedragen aan de Oekraïense Socialistische Sovjetrepubliek. Samen met de dorpen Volosjine (Волошине) en Soevorove (Суворове) vormt het de districtsgemeente Soevorove, die op zijn beurt deel uitmaakt van de gemeente Armjansk.
Perekop was deel van Oekraïne toen dat land in 1991 onafhankelijk werd van de Sovjet-Unie. In maart 2014 werd de plaats bezet door Rusland als onderdeel van de annexatie van de Krim, die internationaal werd veroordeeld door Resolutie 68/262 van de Algemene Vergadering van de VN.